# Chiesa di San Michele alle Macchie
La chiesa di San Michele alle Macchie si trova nel comune di Vaglia, dal quale dista circa quattro chilometri, sul monte Morello.

## Storia e descrizione
Il nome Macchie è dovuto alla presenza di "macchie" di cipressi e querce che caratterizzano la località. La chiesa è sulla sinistra della Carza.
Nell'edificio religioso si conserva un dipinto sull'altar maggiore che rappresenta la Madonna del Buon Consiglio, la cui festa si celebra il 27 settembre.